# Фёдоров, Михаил Фёдорович (писатель)
Михаил Фёдорович Фёдоров (17 [29] ноября 1848 — 21 апреля [4 мая] 1904) — чувашский поэт и публицист, деятель народного образования.

## Биография
Михаил Фёдоров в 1873 году окончил Самарскую учительскую семинарию. В 1873—1878 годах работал учителем Бичуринского училища, в 1879—1881 годы — Чебоксарского городского училища.
В 1891—1904 годах работал учителем-заведующим (руководителем) Царевококшайского городского училища. Благодаря его усилиям был расширен круг изучаемых дисциплин, повышено качество обучения. Учёба была организована на основе материального, социального, национального равноправия. В 1896 году училище участвовало в проходившей в Нижнем Новгороде Всероссийской выставке.
Попечитель марийских школ Царевококшайского уезда. Член-корреспондент общества археологии, истории и этнографии Казанского университета.
Скончался в Царевококшайске 4 мая 1904 года. Похоронен на Царевококшайском кладбище.

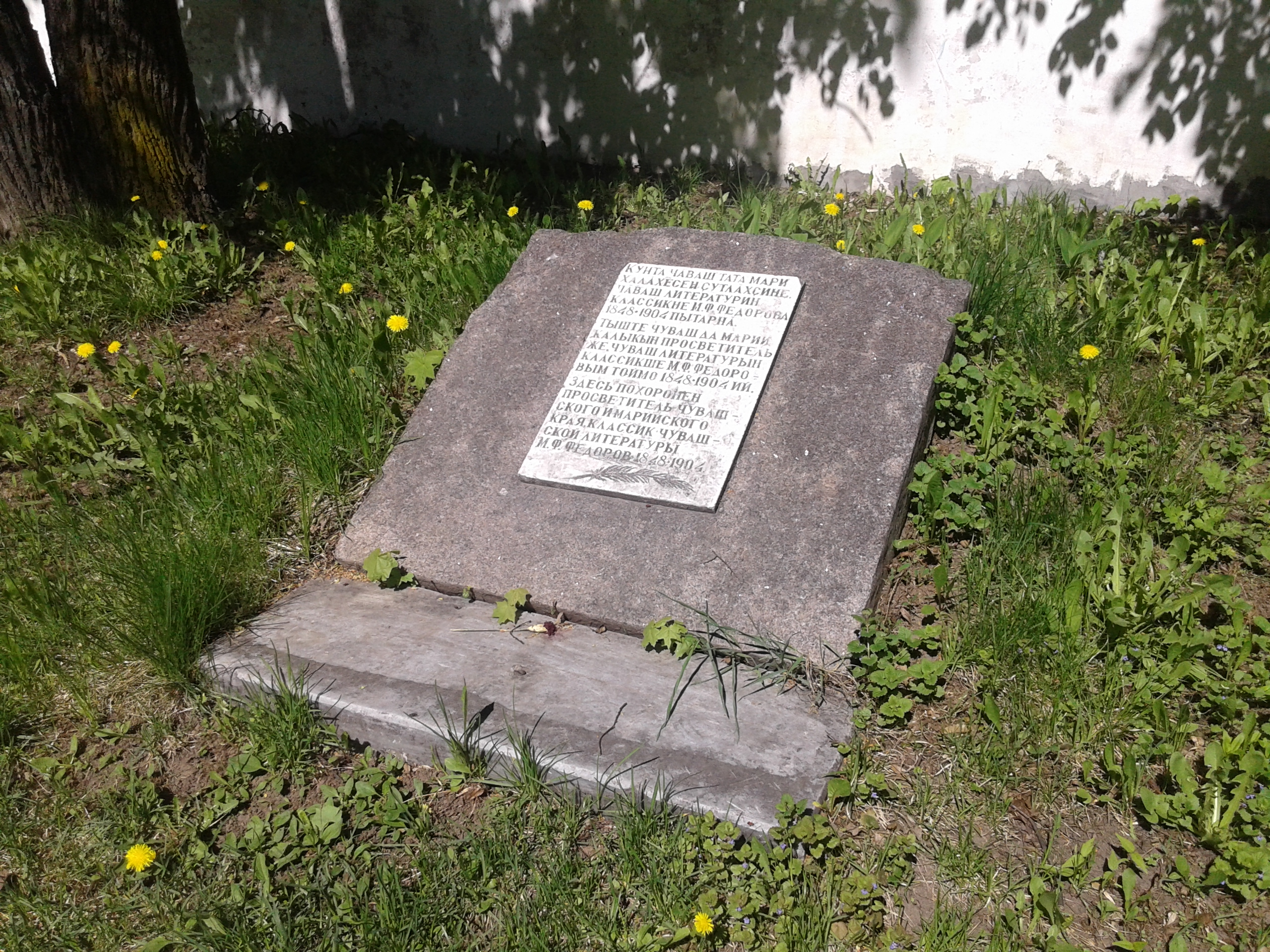
Могила Фёдорова Михаила Фёдоровича, Йошкар-Ола

## Творчество
В историю литературы он вошел как автор баллады на чувашском языке «Арçури» (Леший). Известен также как автор автобиографического очерка «Предания чуваш Бичуринского прихода Чебоксарского уезда и способы лечения у них болезней» (1876).